# Wągrodno (województwo dolnośląskie)

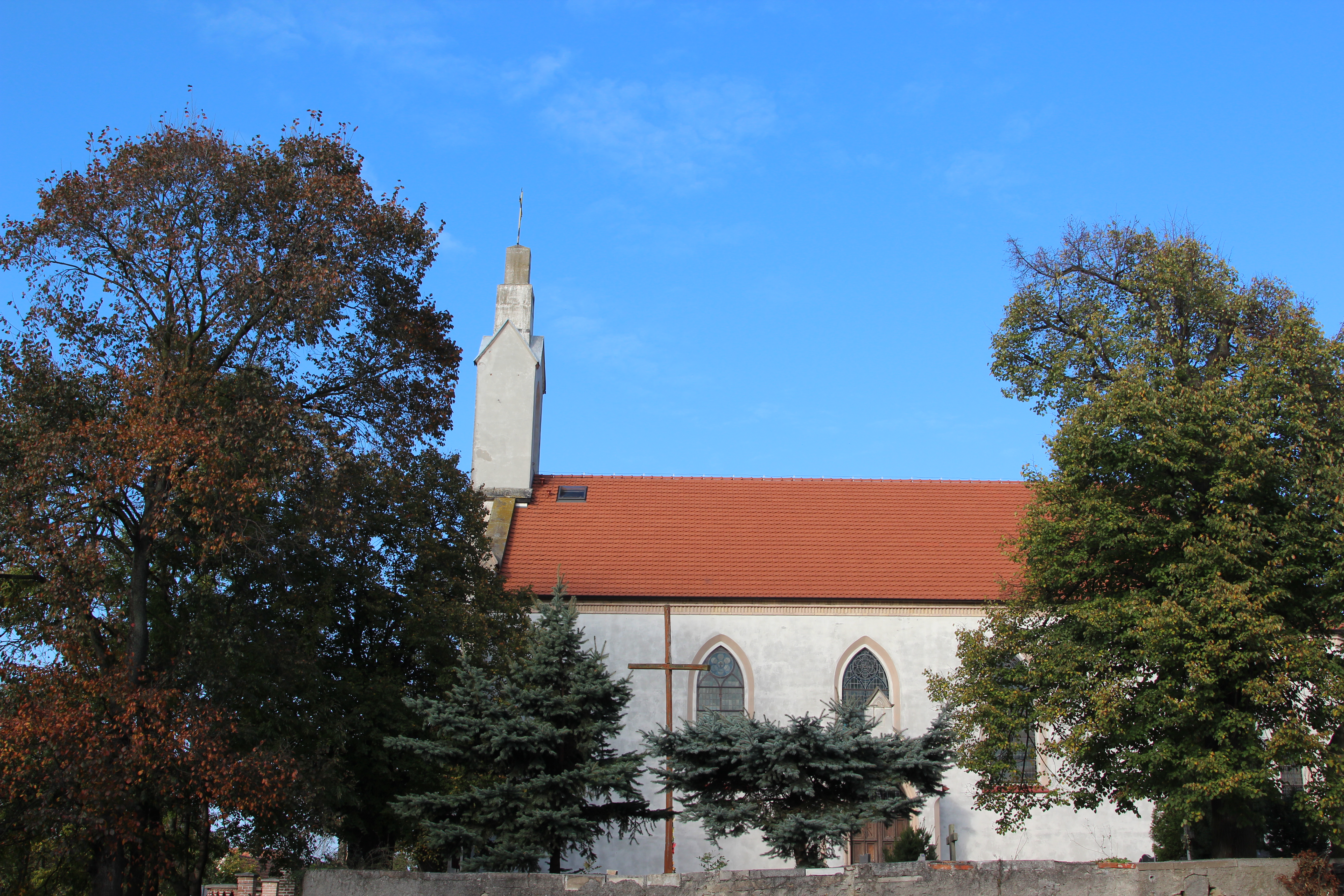
Kościół filialny Najświętszego Serca Pana Jezusa

Wągrodno – wieś w Polsce położona w województwie dolnośląskim, w powiecie legnickim, w gminie Ruja.

## Podział administracyjny
W latach 1975–1998 miejscowość należała administracyjnie do województwa legnickiego.

## Zabytki
Do wojewódzkiego rejestru zabytków wpisane są:
- kościół ewangelicki, obecnie rzymskokatolicki filialny pw. Najświętszego Serca Jezusa, z XVIII w., przebudowany w XIX w.
- cmentarz przykościelny, z drugiej połowy XVI w.
- dwór, z końca XIX w.